# Erzbistum Santiago de Cuba
Das Erzbistum Santiago de Cuba (lateinisch Archidioecesis Sancti Iacobi in Cuba, spanisch Arquidiócesis de Santiago de Cuba) ist eine auf Kuba gelegene römisch-katholische Erzdiözese mit Sitz in Santiago de Cuba.

## Geschichte

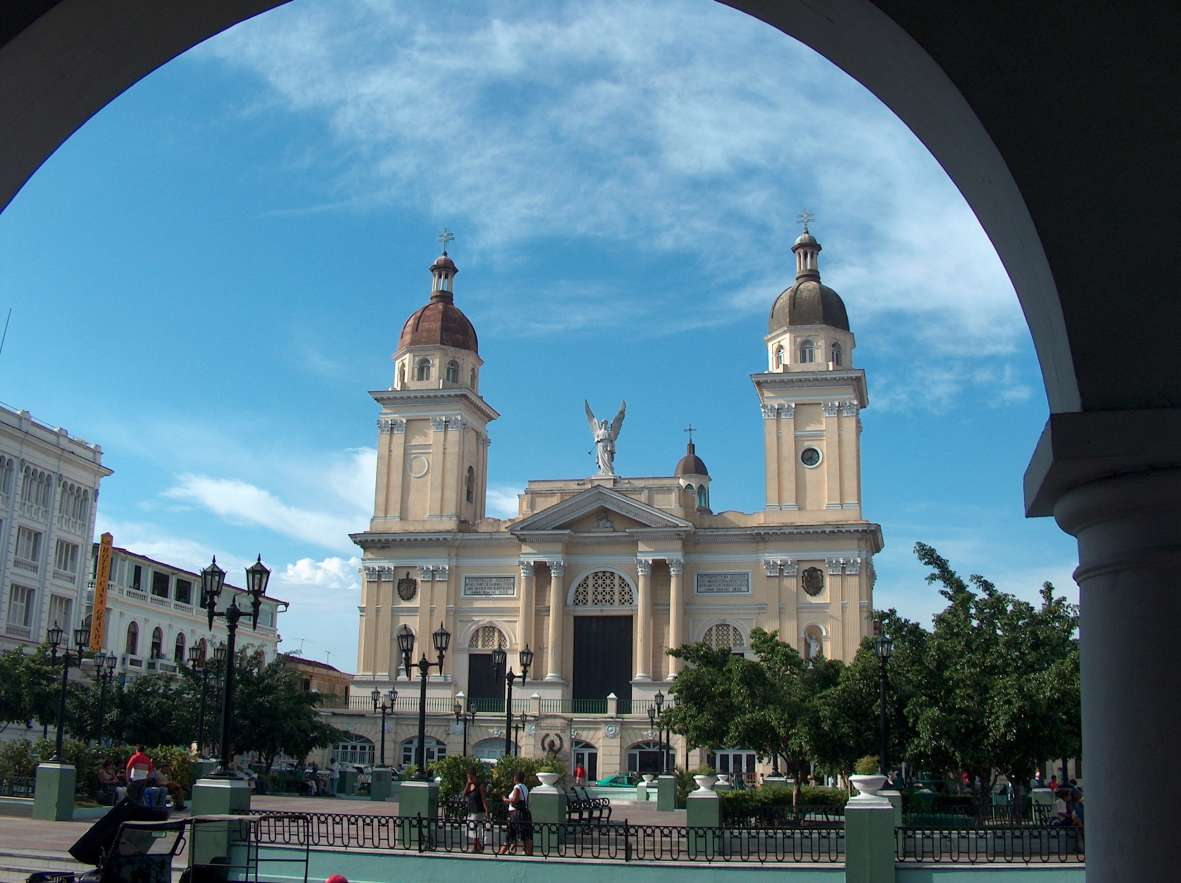
Kathedrale Nuestra Señora de la Asunción in Santiago de Cuba

Das Erzbistum Santiago de Cuba wurde am 11. Februar 1517 durch Papst Leo X. mit der Apostolischen Konstitution Super specula aus Gebietsabtretungen des Bistums Santo Domingo als Bistum Baracoa errichtet und dem Erzbistum Sevilla als Suffraganbistum unterstellt. Das Bistum Baracoa wurde von Papst Hadrian VI. am 28. April 1522 in Bistum Santiago de Cuba umbenannt. 1527 wurde dem Bistum Santiago de Cuba das Territorium des aufgelösten Bistums Concepción de la Vega angegliedert. Das Bistum Santiago de Cuba wurde am 12. Februar 1546 dem Erzbistum Santo Domingo als Suffraganbistum unterstellt. Am 10. September 1787 gab das Bistum Santiago de Cuba Teile seines Territoriums zur Gründung des Bistums San Cristóbal de la Habana ab.
Das Bistum Santiago de Cuba wurde am 24. November 1803 durch Papst Pius VII. mit der Apostolischen Konstitution In universalis Ecclesiae regimine zum Erzbistum erhoben. Am 10. Dezember 1912 gab das Erzbistum Santiago de Cuba Teile seines Territoriums zur Gründung des Bistums Camagüey ab. Eine weitere Gebietsabtretung erfolgte am 8. Januar 1979 zur Gründung des Bistums Holguín. Das Erzbistum Santiago de Cuba gab am 9. Dezember 1995 Teile seines Territoriums zur Gründung des mit der Apostolischen Konstitution Venerabilis Frater errichteten Bistums Santísimo Salvador de Bayamo y Manzanillo ab. Eine weitere Gebietsabtretung erfolgte am 24. Januar 1998 zur Gründung des mit der Apostolischen Konstitution Spirituali Christifidelium errichteten Bistums Guantánamo-Baracoa.
Im Erzbistum Santiago de Cuba befindet sich Kubas populärster Marienwallfahrtsort Virgen de la Caridad del Cobre.